# Alexandria (Rio Grande do Norte)
Alexandria est une municipalité brésilienne située dans l'État du Rio Grande do Norte, dans la région Nord-Est du pays, à 383 kilomètres de la capitale de l'État, Natal. Elle couvre une superficie d'environ 381 km² et comptait, selon une estimation de l'IBGE en 2024, 14 042 habitants, ce qui en fait la 37ᵉ municipalité la plus peuplée du Rio Grande do Norte sur un total de 167.
La ville a été séparée des municipalités de Martins et Pau dos Ferros dans les années 1930 sous le nom de João Pessoa. Depuis 1936, elle porte le nom d'Alexandria, en hommage à Alexandrina Barreto Ferreira Chaves, épouse de Joaquim Ferreira Chaves, ancien sénateur et gouverneur de l'État. Au fil du temps, plusieurs municipalités ont été détachées de son territoire, notamment Tenente Ananias (1962), ainsi que João Dias et Pilões (toutes deux en 1963).
L'une des principales attractions touristiques d'Alexandria est la Serra Barriguda, classée parmi les sept merveilles du Rio Grande do Norte, connue pour sa forme ressemblant à celle d'une femme enceinte.

## Histoire
À l'origine, Alexandria s'appelait Barriguda, en référence à la Serra Barriguda, où se trouvait une ferme du même nom. Une autre version évoque un arbre appelé "Pé de Barriguda", près d'une source où les voyageurs faisaient halte.
En 1913, la municipalité de Martins renomma le village Alexandria, en hommage à Alexandrina Barreto Ferreira Chaves, épouse de l'ancien gouverneur du Rio Grande do Norte. Alexandria devint une ville en 1923 et un municipio en 1930, sous le nom de João Pessoa, en mémoire du leader politique assassiné cette année-là. Toutefois, en 1936, pour éviter toute confusion avec la capitale de la Paraíba, la ville retrouva son nom actuel.
Alexandria connut plusieurs développements au fil du temps : en 1940, elle disposait déjà de l'électricité dans certaines zones, et en 1951, elle fut reliée au réseau ferroviaire Mossoró-Sousa. Cependant, le dernier train circula en 1991 et les rails furent retirés.
Dans les années 1960, Alexandria perdit plusieurs de ses districts, qui devinrent des municipalités indépendantes, fixant ainsi ses frontières actuelles.

## Démographie
En 2010, Alexandria comptait 13 507 habitants, dont 68% vivaient en zone urbaine. La répartition par sexe était quasi équilibrée avec 51% de femmes et 49% d'hommes. En termes d’âge, 65% des habitants avaient entre 15 et 64 ans, tandis que 24% avaient moins de 15 ans et 11% étaient âgés de 65 ans ou plus.
Sur le plan ethnique, la majorité de la population était métisse (52,9%), suivie par les Blancs (41,3%), les Noirs (4,1%), les Asiatiques (1,6%) et les Indigènes (0,09%). Presque tous les habitants étaient brésiliens de naissance, avec 77,7% nés à Alexandria même.
Concernant la religion, 90,4% des habitants étaient catholiques, suivis des évangéliques (7,5%) et d’autres minorités religieuses. La paroisse de Nossa Senhora da Conceição, créée en 1936, dessert aujourd’hui Alexandria et Pilões.
Le développement humain à Alexandria était considéré comme moyen en 2010, avec un IDH de 0,606, classant la ville au 87e rang du Rio Grande do Norte et au 3 999e rang national. Entre 2000 et 2010, les inégalités ont légèrement diminué : le coefficient de Gini est passé de 0,56 à 0,53, et la part de la population vivant sous le seuil de pauvreté est passée de 60,3% à 39,6%. Toutefois, les 20% les plus riches concentraient encore 56,3% des revenus, soit 26 fois plus que les 20% les plus pauvres.